# Paleokoenenia mordax
Genre
Espèce
Paleokoenenia mordax, unique représentant du genre Paleokoenenia, est une espèce fossile de palpigrades à l'appartenance familiale indéterminée.

## Distribution
Cette espèce a été découverte aux États-Unis dans la formation Onyx Marble en Arizona. Elle date du Néogène, de Bonner Quarry probablement du Pliocène,.

## Description
Le mâle holotype mesure 1,8 mm et la femelle paratype 2,2 mm, les spécimens découverts mesurent de 1,7 à 2,4 mm.

## Étymologie
Son nom d'espèce, du latin mordax, « qui mord », lui a été donné en référence à ses chélicères redoutables.

## Publication originale
- Rowland & Sissom, 1980 : Report on a fossil palpigrade from the Tertiary of Arizona, and a review of the morphology and systematics of the order (Arachnida : Palpigradida). Journal of Arachnology, vol. 8, no 1, p. 69-86 (texte intégral) (en).